# Can Castanyer (Vilablareix)
Can Castanyer és una antiga masia de Vilablareix (Gironès) inclosa a l'Inventari del Patrimoni Arquitectònic de Catalunya.

## Descripció
És una antiga masia catalana ampliada notablement al segle xix. De l'antiga edificació resta només la porta dovellada de mig punt i la part lateral de la masoveria, de parets de pedra morterada i porta amb llinda superior de fusta. L'ampliació, que originalment era plantejada com simètrica respecte de la porta principal, va realitzar-se només a una banda formada a base de dues torretes amb arcades a dos pisos i obertes cap al pla de Vilablareix i al fons de la ciutat de Girona.
Actualment està molt descuidada i en estat de degradació. Els detalls ornamentals i la fusteria estan molt malmesos i les sanefes blaves de la façana estan molt desdibuixades. Pateix les conseqüències de la proximitat d'una empresa de transformació de nitrits, pel que les seves aigües estan contaminades.